# Tours Aillaud
Les tours Aillaud o tours Nuage (en català torres Aillaud o torres Núvol) són un conjunt immobiliari situat a Nanterre, als afores de París, a França.
Construïdes el 1977 sobre els plànols d'Émile Aillaud, les torres Aillaud estan compostes de 18 torres d'habitatges formant 1607 pisos.
Cadascuna de les torres és formada de diversos cilindres ajuntats.
La majoria de les persones preguntades jutgen aquestes torres d'horribles.